# The Nightfly
The Nightfly – pierwsza solowa płyta Donalda Fagena, który znany był wcześniej ze współpracy z Walterem Beckerem w zespole Steely Dan. Album wydany został w 1982 roku i zawiera osiem utworów utrzymanych w stylu jazzu, funky i soul.

## Lista utworów
Wszystkie utwory napisane są przez Donalda Fagena, wyjątki zostały zaznaczone.
1. "I.G.Y. (International Geophysical Year)" – 6:05
2. "Green Flower Street" – 3:40
3. "Ruby Baby" (Jerry Leiber, Mike Stoller) – 5:38
4. "Maxine" – 3:50
5. "New Frontier" – 6:23
6. "The Nightfly" – 5:45
7. "The Goodbye Look" – 4:47
8. "Walk Between Raindrops" – 2:38